# DCVDNS

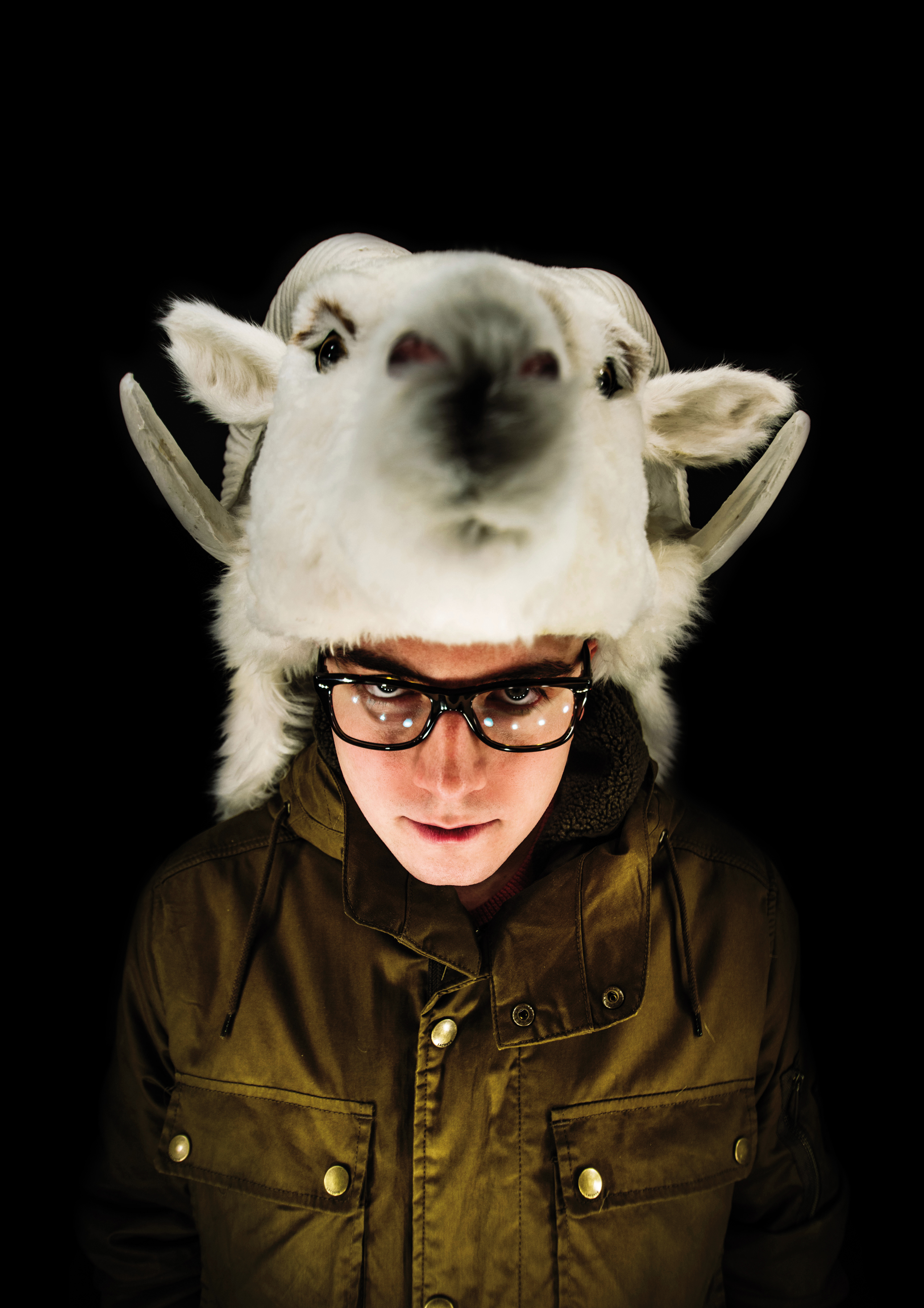
DCVDNS (2013)

DCVDNS (* 20. Februar 1988 in St. Ingbert; bürgerlich Yannic Munzinger) ist ein deutscher Rapper und Gründer des Musiklabels Rat-a-tat Records.

## Werdegang
DCVDNS erlangte erste Bekanntheit als Teil der Hip-Hop-Formation Die Coole Gang, mit der er seit 2007 eine Reihe von Videos drehte und über die Video-Plattform YouTube veröffentlichte. Anfang 2010 nahm er unter dem Titel St. Dengbertdrama ein Album für private Zwecke auf, das nicht als kommerzielle Veröffentlichung erschien. Mit Du machst dir keine Gedanken solange die Nutella nicht nach Scheiße schmeckt wurde Ende 2010 sein erstes eigenes Musikvideo veröffentlicht. Es folgten Anfang 2011 die Videos Pimp Yannic und 23 sowie Ein Dealer Zahlt Bar, welches bis 2012 unter dem Titel Halt die Fresse 03 – Nr. 78 an die Reihe Halt die Fresse der Internetseite Aggro.TV angelehnt war.
Ende Mai 2011 gab der Osnabrücker Musikvertrieb Distributionz bekannt, DCVDNS’ kommendes Album zu vertreiben. Zeitgleich erschien das Musikvideo Mörderfurz, in dem die Berliner Rapper MC Basstard und Blokkmonsta auftraten. Basstard nahm ihn anschließend bei seinem neu gegründeten Musiklabel Dunkle Materie unter Vertrag. Im Rahmen der „Weiss Tour“ von MC Basstard trat DCVDNS daraufhin bei drei Konzerten als Support auf. Am 16. Dezember 2011 veröffentlichte der Rapper die kostenlose EP Könnt Ihr behalten, auf der die Lieder seiner Videos enthalten sind. Als einzige Ausnahme ist das Stück Du machst dir keine Gedanken solange die Nutella nicht nach Scheiße schmeckt nicht enthalten, da DCVDNS dieses für sein Debütalbum neu aufnehmen wollte.
Anfang Januar kündigte DCVDNS sein erstes Album unter dem Titel Brille zunächst für den 10. Februar 2012 an. Das Veröffentlichungsdatum wurde kurze Zeit später mit Verweis auf das parallel erscheinende Album des Rappers Haftbefehl um zwei Wochen verschoben. Zum Lied Mein Mercedes entstand ein Video, das Anfang 2012 veröffentlicht wurde. Des Weiteren wurde das Stück What’s Tweef? kostenlos auf der Internetseite 16bars.de bereitgestellt. Mit Hilfe, ich werde bedroht folgte Mitte Februar eine weitere Video-Auskoppelung aus dem Album.
Am 24. Februar erschien DCVDNS’ Album Brille über Dunkle Materie. Dieses war innerhalb eines Zeitraums von zwei Wochen im Studio von MC Basstard entstanden. Auf Brille sind die Hip-Hop-Musiker Frauenarzt, Boba Fettt, Justus, Hermann Weiss, Wolfgang H, Smoe83, Tamas, Trip sowie MC Basstard mit Gastbeiträgen vertreten. Außerdem konnte DCVDNS Jörg Stuttmann, den deutschen Synchronsprecher der Figur Eric Cartman aus der Serie South Park, gewinnen. Die Produktion der Beats sowie die Abmischung wurden von Wolfgang H. übernommen. Brille konnte sich auf Platz 57 der Album-Charts positionieren.
Vom 7. September bis 12. Oktober 2012 begleitete DCVDNS gemeinsam mit den Formationen Durstlöscher und Keule die Musiker Frauenarzt, Manny Marc, DJ Reckless, Smoky und Sady K der Gruppe Die Atzen im Rahmen der „Atzen Musik Vol. 3 Tour“. Eine weitere Tournee folgte vom 20. Oktober bis zum 29. Dezember 2012. Diese absolvierte DCVDNS unter dem Titel „Menschen, Tiere, AKKtraktionen“ mit den Formationen 257ers und Genetikk. Im Anschluss daran folgte eine dritte Tournee als Begleitung von Kool Savas im Zuge der „Warum rappst du? Tour“. Mit Laas Unltd., Architekt und Montez begleiteten drei weitere Rapper die Konzerte. Im Vorfeld der Tournee war ein gemeinsames Stück mit dem Titel Warum rappst du? aufgenommen und als Video umgesetzt worden.

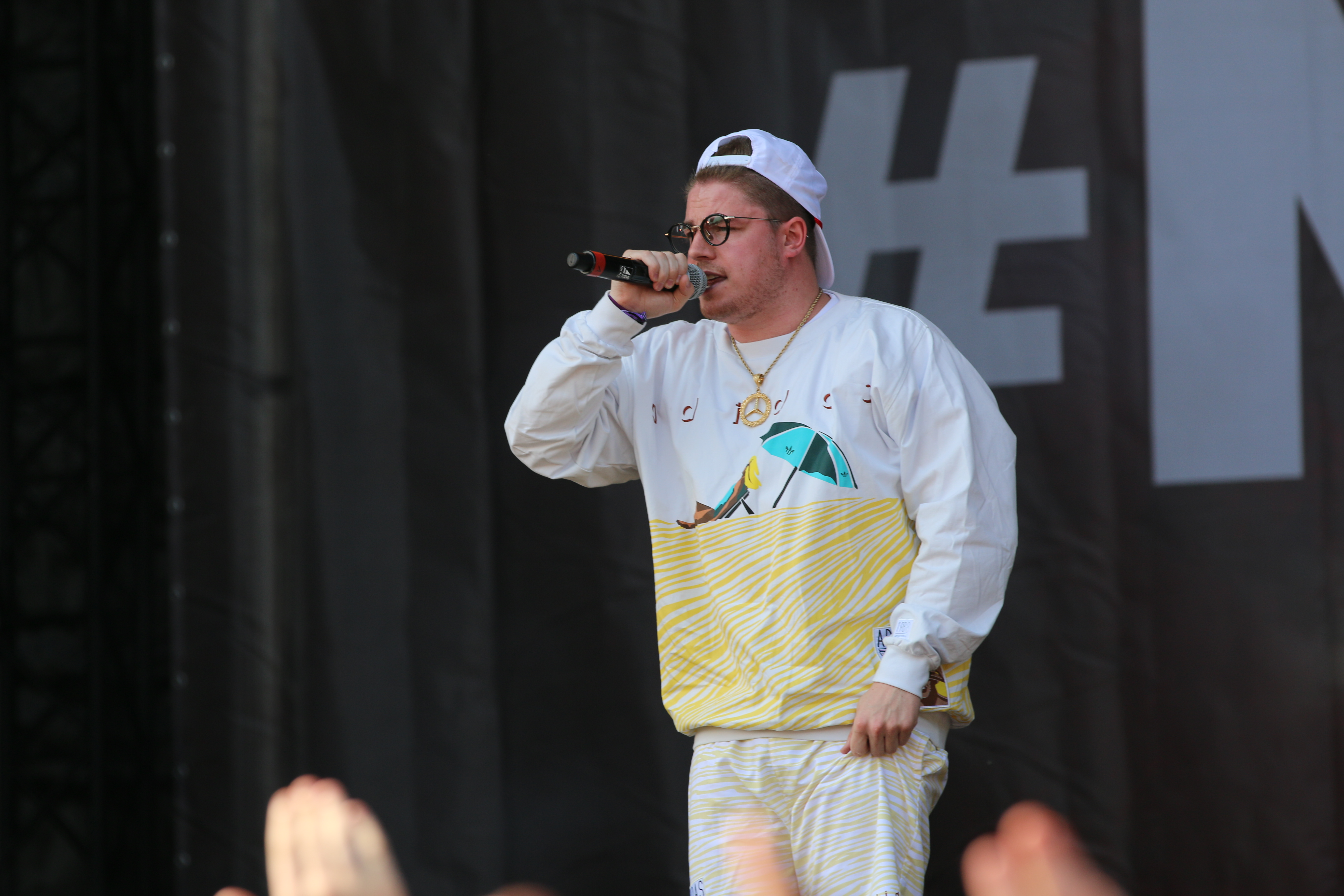
DCVDNS beim Out4Fame-Festival 2015

Mitte Januar 2013 kündigte DCVDNS sein zweites Album unter dem Titel Der Wolf im Schafspelz für Mai 2013 an. Zwei Monate später verkündete der Rapper die Verschiebung der Veröffentlichung. Am 2. Mai trat DCVDNS erstmals in Stefan Raabs Late-Night-Show TV total auf. Mitte Mai 2013 wurde eines seiner Videos in der US-amerikanischen Comedy-Show Tosh.0 des Fernsehsenders Comedy Central ausgestrahlt. Des Weiteren trat der Rapper Mitte Juli im Rahmen des Hip-Hop- und Reggaefestivals Splash! auf. Beim Bundesvision Song Contest 2013 am 26. September ist er mit dem Titel Eigentlich wollte Nate Dogg die Hook singen für das Saarland angetreten und belegte den 5. Platz.
Am 7. November 2014 erschien mit Big Bad Birds ein gemeinsames Album von DCVDNS sowie Hermann Weiss und Wolfgang H. unter dem Crewnamen Inglebirds. Am selben Tag war sein erster Auftritt im Vorprogramm von Rapper Cro, der ihn für seine Mello-Tour 2014/15 als Support verpflichtet hat. Mit ihrem Song Getti war die Gruppe am 20. September beim Bundesvision Song Contest 2014 für das Saarland angetreten und belegte den 14. Platz.
Seit dem 3. Januar 2015 wurde jeden Sonntag auf seinem YouTube-Kanal die siebenteilige Serie Jesus Christoph Rap ausgestrahlt, die im Stile einer Scripted-Reality-Show Episoden aus seinem Leben zeigt. In der siebten und letzten Folge, welche am 15. Februar hochgeladen wurde, kündigte er an, ein neues Album schreiben zu wollen. Dieses solle keine Deadline haben, sondern erst dann erscheinen, wenn es „wirklich fertig ist“.
Ende August 2015 unterzeichnete DCVDNS einen Vertrag bei Universal Urban.
Am 31. Dezember 2016 meldete sich DCVDNS mit einer Videobotschaft auf YouTube zurück und kündigte durch eine kurze Einblendung mit Der erste tighte Wei$$e ein neues Album an, das am 7. Juli 2017 erschien.
Am 11. September 2020 veröffentlichte er das Musikvideo zu seinem Song „Epstein Island“.
Am 5. März 2021 veröffentlichte er das Musikvideo zu seinem Song Dead Body Bag.

## Stil
Bis zum Erscheinen von D.W.I.S. nutzte DCVDNS einen roten Pullunder der Bekleidungsmarke Lacoste und eine Brille als seine Markenzeichen. Mit diesen trat er in seinen Videos und auf Konzerten in Erscheinung. Die Brille dient ihm nach eigener Aussage als „Maske“, durch die er privat nicht erkannt werden könne. Seit 2013 tritt er nicht mehr mit dem Pullunder auf. Als eine Möglichkeit, diesen Bruch in seine Außendarstellung zu integrieren, nutzte DCVDNS einen Besuch bei TV Total im Mai 2013, bei dem er Stefan Raab seinen „einzigen“ Pullunder schenkte.
Ein weiteres Charakteristikum ist der Humor des Rappers. Dieser kommt sowohl in seinen Texten als auch in seinen Videos zum Tragen. In Interviews antwortet der Rapper häufig irreführend. Da er inhaltlich absurde Aussagen ohne emotionale Regung vorbringt, sind viele Aussagen nicht als Tatsache oder Scherz zu unterscheiden. So benennt er etwa die Musik von Iron Maiden als Grund für seine Tätigkeit als Rapper oder er gibt an, in Zukunft vom Rauchen leben zu wollen. Erschwert wurde die Gesprächsführung für Interviews auch dadurch, dass DCVDNS speziell bei seinen ersten Interviews von seinem „Anwalt“ – dargestellt vom Rapper Hermann Weiss, der ihn auch auf der Bühne unterstützt – begleitet wurde, der viele Fragen aus verschiedenen, ebenfalls absurden juristischen Gründen ablehnte. Dies ist als Schutzmechanismus zu interpretieren, damit DCVDNS Fragen entgehen konnte, die ihn aus seiner Rolle fallen ließen (vergleiche dazu Sacha Baron Cohen, der bei Interviews während der Verkörperung seiner Kunstfiguren Borat und Brüno die Fragen vorher auswählen ließ und nicht abgesprochene Einwürfe gezielt überhörte.)
Thematisch drehen sich viele Liedtexte von DCVDNS um das jeweilige Image, das er vertritt. Die Lieder Pullunder und Brille und Brille des ersten Albums drehen sich um seine damaligen äußeren Erkennungsmerkmale, während er sich in Hier kann ja jeder tanzen vom selben Album entsprechend seinem Erscheinungsbild als jugendkulturfremder Spießer darstellt; auf D.W.I.S. gibt er an, Derartiges nur vorgegeben zu haben, um die Szene zu infiltrieren, dementsprechend glorifiziert er in absurd-überzogenem Maße sein Gangstertum (Kein Gee, Frankfurter Zoo).
Stilistisch ist sein Werk breit gefächert. Viele seiner Lieder stehen in Verbindung zu den Liedern anderer Künstler oder bestimmter Genres (ZDS vom Album Brille ist textlich und musikalisch stark an LMS von Kool Savas angelehnt, die Machart des Lieds Wisst ihr noch? von D.W.I.S. wird dem Westcoast-Style der 80er Jahre zugeordnet), wobei sich DCVDNS der Behauptung erwehrt, er wolle sich damit über besagte Stile oder Hiphop an sich lustig machen; sein Spott gilt hingegen der überzogenen, unreflektierten Selbstüberhöhung anderer Rapper. Als Silla in einem Video-Interview DCVDNS als „lächerlich für Rap“ bezeichnete und er „nicht den Gesamteindruck hebt“, antwortete DCVDNS mit dem Disstrack Bravo wurde zensiert, in dem er das gesamte (deutsche) Gangstertum als lächerlich bezeichnete: „Ich soll lächerlich für deutschen Rap sein? // Na, dann pass’ ich doch äußerst perfekt rein! // Niemand hier, der auch nur täuschend echt scheint. // Wie dumm können eure Fans sein!“ An anderer Stelle bezeichnete er sich als „kleinste Blamage, die es im Rapbereich gibt“, was erneut anzeigt, dass er seine ironische Präsentation der Imitation amerikanischer Rapper-Klischees voranstellt.
Außerdem gibt es vereinzelte Lieder, in denen die Texte von sozialer Isolation, Depression und Unzufriedenheit mit dem Musikerleben handeln (z. B. Solange die Nutella …, Warum, die erste Strophe von D.C.V.D.N.A.), wobei aufgrund obengenannten speziellen Humors immer offenbleibt, inwieweit es sich dabei um ernsthafte Statements oder etwa um Ironie handelt.

## Name
Der Künstlername DCVDNS erfuhr mehrfach eine Umdeutung, so stand es zunächst für „Der Coole von der Neuen Schule“, anschließend gab DCVDNS an, es wäre durch einen Schlag auf die Tastatur entstanden. Als neueste Version gab DCVDNS bei TV total an, dass es die Abkürzung für seinen angeblich bürgerlichen Namen Dominik Christoph von der Nordsee sei.

## Rezeption
In einem Beitrag von Spiegel Online über den Rapper wird er als „Rap-Antiheld“ bezeichnet, der die „gängigen Hip-Hop-Klischees“ parodiert. Dabei nehme DCVDNS Hip-Hop trotzdem ernst. Nach der Veröffentlichung der Single Der erste Tighte Weiße geriet DCVDNS aufgrund der Nutzung des Wortes Nigga in Kritik, was in den Medien zu einer breiten Diskussion über die Benutzung rassistischer Begriffe in Raptexten führte. Dem Rapper wurde unter anderem deshalb und auch aufgrund von Liedern wie dem „Anti-Antifa“-Song der „Coolen Gang“ rechtsextremes Gedankengut vorgeworfen.

## Diskografie

### Studioalben
| Jahr | Titel                   | Höchstplatzierung, Gesamtwochen, AuszeichnungChartplatzierungen (Jahr, Titel, Platzierungen, Wochen, Auszeichnungen, Anmerkungen, Cover) | Höchstplatzierung, Gesamtwochen, AuszeichnungChartplatzierungen (Jahr, Titel, Platzierungen, Wochen, Auszeichnungen, Anmerkungen, Cover) | Höchstplatzierung, Gesamtwochen, AuszeichnungChartplatzierungen (Jahr, Titel, Platzierungen, Wochen, Auszeichnungen, Anmerkungen, Cover) | Anmerkungen                              | Cover |
| Jahr | Titel                   | DE | AT | CH | Anmerkungen                              | Cover |
| ---- | ----------------------- | --- | --- | --- | ---------------------------------------- | ----- |
| 2012 | Brille                  | DE57 (1 Wo.)DE | — | — | Erstveröffentlichung: 24. Februar 2012   |       |
| 2013 | Der Wolf im Schafspelz  | DE12 (3 Wo.)DE | AT41 (1 Wo.)AT | CH72 (1 Wo.)CH | Erstveröffentlichung: 20. September 2013 |       |
| 2017 | Der erste tighte Wei$$e | DE5 (2 Wo.)DE | AT9 (1 Wo.)AT | CH35 (1 Wo.)CH | Erstveröffentlichung: 7. Juli 2017       |       |

### Kollaboalben
| Jahr | Titel         | Höchstplatzierung, Gesamtwochen, AuszeichnungChartplatzierungen (Jahr, Titel, Platzierungen, Wochen, Auszeichnungen, Anmerkungen, Cover) | Höchstplatzierung, Gesamtwochen, AuszeichnungChartplatzierungen (Jahr, Titel, Platzierungen, Wochen, Auszeichnungen, Anmerkungen, Cover) | Anmerkungen                                                                           | Cover |
| Jahr | Titel         | DE | AT | Anmerkungen                                                                           | Cover |
| ---- | ------------- | --- | --- | ------------------------------------------------------------------------------------- | ----- |
| 2014 | Big Bad Birds | DE18 (1 Wo.)DE | AT68 (1 Wo.)AT | Erstveröffentlichung: 7. November 2014 mit Wolfgang H. & Hermann Weiss als Inglebirds |       |
| 2019 | Macs ’n’ Gees | — | — | Erstveröffentlichung: 5. Juli 2019 mit Tamas als DCV ’N’ TAM                          |       |

### EPs
| Jahr | Titel              | Anmerkungen                                           | Cover |
| ---- | ------------------ | ----------------------------------------------------- | ----- |
| 2011 | Könnt ihr behalten | Erstveröffentlichung: 16. Dezember 2011 kostenlose EP |       |

### Singles (Auswahl)
| Jahr | Titel Album                                                        | Höchstplatzierung, Gesamtwochen, AuszeichnungChartsChartplatzierungen (Jahr, Titel, Album, Platzierungen, Wochen, Auszeichnungen, Anmerkungen, Cover) | Anmerkungen                              | Cover |
| Jahr | Titel Album                                                        | DE | Anmerkungen                              | Cover |
| ---- | ------------------------------------------------------------------ | --- | ---------------------------------------- | ----- |
| 2013 | Eigentlich wollte Nate Dogg die Hook singen Der Wolf im Schafspelz | DE70 (1 Wo.)DE | Erstveröffentlichung: 20. September 2013 |       |

### Musikvideos
- 2010: Du machst dir keine Gedanken solange die Nutella nicht nach Scheiße schmeckt
- 2011: Pimp Yannic
- 2011: Ein Dealer zahlt bar
- 2011: 23
- 2011: Mörderfurz
- 2012: Mein Mercedes
- 2012: Hilfe, ich werde bedroht
- 2012: Brille (mit MC Basstard, Tamas, Wolfgang H., Boba Fettt, Trip und Justus)
- 2012: Warum rappst du? (mit Kool Savas, Montez, Ben Salomo und Laas Unltd.)
- 2013: Kein Gee
- 2013: Intro (Intro zu seinem Album Der Wolf im Schafspelz)
- 2013: Frankfurter Zoo (feat. Celo & Abdi)
- 2014: #hangster (mit Eko Fresh und Psaiko.Dino)
- 2014: Wisst Ihr noch?
- 2014: Eigentlich wollte Nate Dogg die Hook singen
- 2014: Wadadadang (als Teil der Inglebirds)
- 2014: Getti (als Teil der Inglebirds)
- 2014: Kugeln in der Luft (als Teil der Inglebirds)
- 2014: Intro (als Teil der Inglebirds; Intro des Albums Big Bad Birds)
- 2015: German Choppers (mit Tamas)
- 2017: Neuer alter Savas
- 2017: Der erste tighte Wei$$e
- 2017: Internationaler Pimp
- 2018: Struggle (mit Tamas)
- 2020: Epstein Island
- 2021: Dead Body Bag
- 2021: MNMMM
- 2023: Spiel die Games
- 2023: Manny Markt (mit LGoony)
- 2023: Sympathie für den Teufel
- 2023: Kein Damn
- 2023: Hoes und Boot
- 2023: Gucke wie drauf
- 2023: WAZZUP
- 2024: Sonny Black
- 2024: OK OK

### Weitere Veröffentlichungen
- 2012: What’s Tweef? (Freetrack)
- 2012: Pissnuts (feat. Wolfgang H.) (auf Labelsampler Distributionz Sampler Nr. 2)
- 2012: Bravo wurde zensiert („Juice Exclusive!“ auf Juice-CD #112)
- 2012: Gankstaparty (mit Brutos Brutaloz) (Freetrack)